# Balade Petrice Kerempuha
Balade Petrice Kerempuha zbirka je pjesama Miroslava Krleže, prvi put objavljena 1936. godine u Ljubljani. Smatraju je jednim od najvećih djela hrvatske književnosti.

## Izdanje
Nakladnik zbirke bio je S. Škerl, koji je zbirku grafički i likovno uredio dajući joj arhaičan izgled izborom slova i tiskarskoga sloga, a posebice inicijalima, koji su preuzeti iz Holbeinova djela Totentanz-Alphabet, dok je za naslovnu stranicu korišten drvorez U. Grafa. Tiskanje Balada počelo je sredinom srpnja (po autorovu svjedočenju 18. VII), a djelo je iz tiska izašlo potkraj kolovoza (po svjedočenju Juša Kozaka: »v jeseni 1936«). Prvo izdanje sadržava 30 pjesama: 
Petrica i galženjaki

Ni med cvetjem ni pravice

Gumbelijum roža fino diši

Vigilija ali straža nočna

Lamentacija o štribi

Scherzo

Sanoborska

Krava na orehu

Stric-vujc

Turopolska reštauracija

Keglovichiana

Po vetru glas

Verbuvanka

Lageraška

Khevenhiller

Carmen antemurake sisciense

Po Medvednici

Harcuvanka

Verböczy

Na mukah

V megli

Pogrebna pesem pilkov pod Siskom

Kronika

Bogečka

Ciganjska

Nokturno

Komendrijaši

Baba cmizdri pod galgami

Sectio anatomica

Kalendarska

Galženjačka

Mizerere tebi, Jeruzalem

Nenadejano bogčije zveličenje

Planetarijom

Na kraju zbirke nalazi se Tumač manje poznatih riječi, fraza i pojmova. Zbirka je najavljena u časopisu Ljubljanski zvon (1936, 7-8) sa sedam balada: Petrica i galženjaki; Carmen antemurale sisciense; Na mukah; Ni med cvetjem ni pravice; Vigilia ali straža nočna; Baba cmizdri pod galgama; Scherzo.
U drugome izdanju (Zagreb 1946), s reprezentativnom likovno-grafičkom opremom K. Hegedušića, temeljnome korpusu zbirke dodane su još četiri balade (Gumbelijum roža fino diši; Galženjačka; Mizerere Tebi, Jeruzalem; Nenadejano bogčije zveličenje. SPOMEN NA JEN HISPANJSKI KIPEC), izvorno objelodanjene u Dijalektičkom antibarbarusu (Pečat, 1939, 8-9), iz kojega je izostavljena jedino balada Strašilo straši galeb europejajnjski. S tim baladama definiran je korpus i struktura toga jedinstvenoga pjesničkog djela u formi koja je postala kritičkom i ishodišnom osnovom svim kasnijim izdanjima, isključujući dakako, pretisak prvoga izdanja, koji posjeduje bibliofilsku vrijednost. Po strukturnim značajkama, po cjelovitosti i nepromjenljivosti kompozicije kao i po neznatnim intervencijama u prvotni tekst, Balade su najdovršenije autorovo književno djelo. One su, naime usprkos uobičajenoj autorovoj praksi da svoje tekstove mijenja, prerađuje i dopunjuje, doživjele malo izmjena, koje se pretežito odnose na pojedinačne grafijske, fonemske i leksičke preinake, čime se potvrđuje visok intenzitet prvotne kreacije kao i autorovo samopovjerenje u djelo.

## Nastanak, jezik i analiza
Već u naslovu djela dovedena su u neuobičajen i karakterističan suodnos dva disparatna pojma: lirska vrsta - balada i književni lik - Petrica Kerempuh. S obzirom na to da klasična balada uključuje tragičnu viziju svijeta, usko vezanu uz neki tragičan događaj i lik koji su joj temom, stvarajući pritom povišenu emotivnu tenziju, K. je u skladu s naslovnom sintagmom, u koju je uključen izrazito humorističan lik i pojam, najavio te u djelu realizirao samosvojan tip moderne balade kojoj je u osnovici baladeskna slika i vizija poremećenog i izobličenog svijeta, a taj mundus inversus, srednjovjekovni i renesansni topos izokrenuta svijeta, predočen je humorom, ironijom, sarkazmom, cinizmom, paradoksom, apsurdom i groteskom, pri čemu je pjesnička realizacija istodobno i negacija toga svijeta i njegova biološkog, duhovnog, socijalnog i povijesnog ustrojstva. Stvoren je tako autorski lik i oblik nove lirske vrste koja posjeduje sve značajke antibalade, pa se s tim svojstvima uključuje u moderne i modernističke tendencije europske i hrvatske lirike 20-ih i 30-ih godina. Tu konstantu Krležine balade potvrđuje i njezina poetska angažiranost manifestirana autorovim humanističkim prosvjedom protiv nehumanih pojava i obličja života bez obzira na to kojem vremenu i društvenoj sferi pripadao. S obzirom na to da je u Baladama riječ o ljudskoj patnji, stradanju, stalnoj ugroženosti, socijalnoj inferiornosti potlačenih, a ključni protagonist djela je upravo anonimni pučki kolektiv, te da je riječ o hrvatskome povijesnom udesu kroz stoljeća, takvom strukturom balade zatomljen je svaki providan sentimentalni odnos, i autora i recipijenta Balada, te je omogućeno da osobna autorova pjesnička istina o svijetu bude iskazana maksimalnim intenzitetom originalne poetske izražajnosti. U Krležinim baladama prisutni su strukturni elementi svojstveni mnogim lirskim vrstama koje su, sukladno svojoj tematici, formi i poetskom izričaju u rasponu od lirskih minijatura (Sanoborska, Krava na orehu) do velikih lirsko-epskih kompozicija (Keglovichiana, Na mukah, Planetarijom), u kojima se pojavljuju socijalne, simbolične, alegorijske, satirične, revolucionarne, pejzažne, idilične, filozofsko-refleksivne, vojničke i humorističke teme, kao i oblici naricaljke, lamentacije, groteske, nokturna i soneta, koji su svi obojeni baladesknim bojama i tonovima, sumornom i tragičnom vizijom života koju ironijsko-satirička izražajna sredstva ne ublažuju i ne osporavaju, već naprotiv, intenziviraju.
Lik Petrice Kerempuha europske je književne provenijencije, jer je svojevrsna varijanta Tilla Eulenspiegela, ali je u kajkavskim pučkim legendama i predajama poprimio mnogobrojne značajke kajkavske sredine i podneblja koje ga je pod svojim imenom i prihvatilo, dajući mu, osim jezika svoj duh i mentalitet. Kao pučki zabavljač, »prokšenjak«, dovitljivac, lakrdijaš, otkrivač i kažnjavatelj ljudske gluposti, Petrica Kerempuh književno je promoviran u djelu varaždinskoga kajkavskog pisca J. Lovrenčića (1787-1842) Petrica Kerempuh iliti čini i živlenje človeka prokšenoga (Varaždin 1834). To je djelo, po sudu J. Vončine, svojim jezikom i tematikom umnogome potaknulo autora Balada. Dakako, to se odnosi primarno na izvornik Lovrenčićeva djela, jer je ono u kasnijim izdanjima mijenjano i proširivano novim Kerempuhovim dogodovštinama, a u tim je izdanjima došlo i do promjena u karakterizaciji lika i do jezičnih intervencija koje su devastirale Lovrenčićev, prema Krležinu sudu, »živi jezik«. Zanimljivo je, međutim, da je za spomenutu knjigu o Kerempuhu K. ustvrdio kako je »prijevod jedne njemačke pučke varijante o Tillu Eulenspiegelu bez ikakve samostalne književne vrijednosti«, pa je i to razlogom što ga na mjestima gdje navodi svoje kajkavske uzore (Dijalektički antibarbarus; P. Matvejević, Razgovori s Krležom) ne spominje. Iako od Krleže prešućen, Lovrenčić ipak ima zaslužno mjesto u genezi Balada, jednako kao i drugi istaknuti kajkavski autor, komediograf T. Brezovački, čiji je glavni lik iz komedije Matijaš grabancijaš dijak također poslužio kao prototip. Krležin Kerempuh ostvaren je, dakle, sintezom Tilla Eulenspiegela, Kerempuha iz pučkih predaja i Lovrenčićeve knjige, te Grabancijaša, koji također pripada srednjoeuropskoj književnoj tradiciji (Balade su, primjerice na madžarski jezik prevedene kao Grabancijaševe balade). Karakterističan je pritom Krležin kritičkonegatorski odnos, posebice spram jezika T. Brezovačkoga, koji se »izražava neinvenciozno, povodeći se za najsvakodnevnijim frazama grubog pučkog jezika, bez stvaralačke fantazije« i čiji »žargon... zvoni glasom grube farse«. Polazeći od takve proturječne ocjene, usprkos tome što je upravo sam u Baladama posegnuo za »frazama grubog pučkog jezika«, isključuje Brezovačkoga iz svojih kajkavskih jezičnih uzora u Dijalektičkom antibarbarusu. Naprotiv, u knjizi P. Matvejevića Razgovori s Krležom, među jezičnim vrelima Balada s razlogom je naveden i taj kajkavski komediograf čiji prosvjetiteljski, vandrokaški, prepredeni i inteligentni Grabancijaš ima udjela u karakterizaciji Krležina Kerempuha. Nadalje, među poticajima iz domaće književne tradicije ne može se zaobići ni Pomet, reljefan komediografski renesansni lik M. Držića, čije lukavstvo, bistrina, inteligencija i znanje također žive u Kerempuhovu liku, kao ni Matošev lik Petrice Kerempuha iz proze Imaginarno putovanje, te iz pjesme Lakrdijaš, gdje je Kerempuh potepuh i Princ Karnevala, što se također odražava u slojevitoj koncepciji, ali i u originalnosti Krležina lika. Prema Tumaču manje poznatih riječi, fraza i pojmova uz riječ Kerempuh navedeno je »kako značenje riječi nije potpuno jasno. Kerempuhi su crijeva, drobina, trbuh, vamp: Schmerbauch, Karapuh, kalapura, kerepuv je očišćen želudac, fileki. U prenesenom smislu: Kerempuh je čovjek lukavac, spretan, ispičutura, prokšenjak, lakoumnik, vragoljan, domišljati prevejanko, podvaljivač. Riječ kao slika jedne do danas književno neizražene figure živi još i danas.« Očita je autoro va namjera bila da upravo on izrazi i oblikuje tu »književno neizraženu figuru«, pa je svoj lik nadahnutom sintezom svih navedenih svojstava i prenesenih značenja kreirao dajući mu uz obješenjačka i pantagruelovska svojstva, koja su ga učinila autentičnim, originalnim, prepoznatljivim likom, ali i pojmom i simbolom Krležine vizije. U toj je viziji Kerempuh, sa svojom simboličnom tamburom s kojom se u uvodnoj baladi Petrica i galženjaki pojavljuje ispod vješala kao simbola kmetske sudbine, baladični komentator pučke i cjelokupne hrvatske drame kroz stoljeća, vodič kroz mučna i tamna razdoblja hrvatske povijesti. Ali, on je istodobno i komedijaš, cinik i satirik, otkrivač i ilustrator karakteristične pučke svijesti koja se u Baladama manifestira logikom i filozofijom otpora, negacije svega postojećega, relativiziranja svake pojave i stanja, ali i fatalizmom kao iskazom svoje bespomoći. S jedne strane, Kerempuh je afirmator te svijesti i lucidni pronicatelj njezine moći i ograničenja, a s druge strane tu svijest svojim sarkastičnim i grotesknim slikama istodobno osporava. Diskretno prisutan u Baladama (osim u spomenutoj baladi izravno se pojavljuje samo u Komendrijašima, tu kao veliki komediografski Mešter, pučki zabavljač, ali i sam satanas), Kerempuh je svojom nefizičkom prisutnošću duhom prisutan u cijelom djelu, i to svojom proricateljskom ulogom, ali i svojom intelektualnom superiornošću. Kerempuh je, naime, i učeni pismoznanec i dobro upućeni čtavec, koji se uz sve ostale osobine odlikuje i znanjem svjetskih jezika, jer kao iz rukava istresa latinske, njemačke i madžarske riječi i fraze uz znatan inventar svoga kajkavskog vokabulara, a u stanju je u originalu citirati Dantea, pozivati se na Ovidija i Cervantesa, što sve iskazuje visoku razinu njegove opće kulture i objašnjava nam kako je taj kompleksan i reljefan književni lik zapravo pjesnikov alter ego. To dakako ne isključuje intimnu i osobnu autorovu prisutnost u djelu, jer se u njegovoj završnoj sekvenci skida kerempuhovska maska i na kraju balade Planetarijom pojavljuje se osobno Pjesnik, koji je prozborio očajničkim krikom iz tmine, s dna još jedne hrvatske jame čiji je nokturalni i makabrični prostor ekspresivno otvorila Matoševa poema Mora, koja nije bez odjeka ni u Krležinoj poemi.
Napisane gotovo u jednom dahu, od prosinca 1935. do ožujka 1936, Balade otkrivaju začudan intenzitet kreacije, no kako je prema Krležinim riječima put do njih bio dug, neprijeporno im je prethodilo višegodišnje taloženje motiva i slika, unutarnje dozrijevanje i akumulacija višeslojnih elemenata, od tematskih do jezičnih, koji su onda u kratkom roku realizirani snažnim, originalnim i pjesnički funkcionalnim kajkavskim jezikom.
U jezičnoj genezi Balada postoje dva sloja od kojih je prvi impresivan i spontan doživljaj kajkavskoga idioma, a drugi studiozno istraživanje njegove književne i izvanknjiževne tradicije i potencijala. Prvi sloj začinje se već u Krležinu djetinjstvu, u početku ovoga stoljeća, kad K. kao dječak akumulira duboke dojmove o baroknoj kajkavštini svoje bake Tereze Goričančeve, o čemu piše u Djetinjstvu u Agrarnu godine 1902-03 (Republika, 1952,12). Taj se doživljaj nastavlja i intenzivira poslije, osvjedočenjima o živoj »kmetskoj i pučkoj kajkavskoj frazi« zabilježenima u Davnim danima. Autor u doba I. svj. rata neposredno dolazi u doticaj s jezikom domobrana, ostajući začuđen razornom moći umirućeg jezika, koji ga nije impresionirao samo svojim zvukom i leksikom, gnomičkim izrazom nego i duhom i mentalitetom koji izražava. Obilato utkivanje kajkavskih jezičnih elemenata u djela napisana na standardnome jeziku, kao i njihovo prožimanje kajkavskim duhom, o čemu najočitije svjedoče Kraljevo i Hrvatski bog Mars, ali i druga dramska i prozna djela, rezultat je takva doživljaja. Taj je doživljaj produbljen i jezičnom tradicijom hrvatske književnosti, koja je usprkos lingvističkom dogmatizmu vukovsko-maretićevske koncepcije o književnom jeziku, često posezala za izopćenim dijalektima, pri čemu su poticaj Krleži mogli biti K. Š. Gjalski, a posebice A. G. Matoš. Međutim, taj kontekst utkan u genezu i sintezu Balada bio je pretežito realiziran stiliziranom varijantom suvremenoga, kolokvijalnoga kajkavskog jezika, njegovom sinkronijskom dimenzijom, dok je Krleži za pjesničku realizaciju Balada bila nužna i dijakronijska dimenzija kajkavskoga literarnog jezika. Put do njezina otkrića vodio je preko zabilježenih izvora toga jezika u starim kajkavskim rječnicima, književnim djelima starih kajkavskih pisaca, pučkome štivu na kajkavštini i dijalektološkim studijama o pojedinim kajkavskim govorima. Prema navođenju J. Badalića, bibliotekara Nacionalne i sveučilišne knjižnice u Zagrebu, već se od početka 30-ih godina počeo K. studiozno upoznavati s kajkavskom jezičnom i književnom baštinom. Studioznost pristupa kajkavskoj jezičnoj građi kao i njezin bogat odraz u djelu potvrđuje i J. Vončina, otkrivajući upravo u njoj korijene Krležina Kerempuha. Tako je K. temeljito proučio i kreativno apsorbirao Belostenčev Gazophylacium, ali i leksikografska djela Habdelića i Jambrešića, a u jezičnim slojevima Balada, u njihovoj sintaksi pa i tematici mogu se prepoznati tragovi I. Pergošića, A. Vramca, F. K. Frankapana, M. Magdalenića, J. Muliha, T. Brezovačkog, Š. Zagrepca, I. Kristijanovića, T. Mikloušića, kao i manje poznatih kajkavskih autora koji su bili poticajni za njegovu naddijalektalnu kajkavsku jezičnu sintezu, ali i za njegovu versifikaciju. Stvarajući naime svoj jezik, K. je išao tragom onih kajkavskih pisaca koji su se zauzimali za interdijalektalna prožimanja (uključenje raznolikih dijalektalnih supstrata, paralelizam kajkavskih, čakavskih, djelomično i štokavskih elemenata u kajkavskom jeziku), pa je tako stvorio i svojim djelom afirmirao jezik kajkavske sinteze, u koju su prirodno uključeni i drugi dijalekti, pa i oni strani jezici koji su se svojim elementima infiltrirali u kajkavski leksik i stil, poput latinskoga, njemačkoga i madžarskoga. No Krležin kajkavski jezik u Baladama nije puka mehanička sinteza sinkronije i dijakronije i summa postojećega jezičnog inventara, nego je originalan i inventivan autorski izbor, koji na razini djela funkcionira i potvrđuje se svojom poetskom snagom i ekspresijom, po čemu posjeduje sve značajke autorskog jezika.
U genezi Krležinih Balada ostavila je traga i hrvatska glagoljaška tradicija, na što je upozorio R. Katičić, koji smatra da je na Krležu utjecala i glagoljaška pjesma Svit se konča. Slijedeći taj trag, korijeni Balada mogu se nazrijeti i u djelima autora drugih starijih književnih epoha humanizma, renesanse i baroka, posebice kada je riječ o turskoj i protuturskoj tematici i slikama stradanja hrvatskoga puka (M. Marulić, J. Šižgorić, P. Zoranić, B. Karnarutić, I. Gundulić i dr.). Naime, jedan su od dominantnih tematskih slojeva Balada turska osvajanja i pustošenja hrvatskog prostora, pa je to djelo ekspresivna poetska rekapitulacija jedne važne teme hrvatske književnosti čiji individualitet Balade ne osporavaju nego pojačavaju i sintetiziraju.
Već spomenuta Matoševa makabrična, nokturalna, ekspresivna i fantazmagorična poema Mora, kao slika povijesne i socijalne hrvatske kobi, javlja se u tom kontekstu kao završni čin tradicije koja je prethodila Baladama. Jezičnu, ali i drugu građu za Balade K. je pronalazio u različitim dokumentima i sudskim spisima (npr. o seljačkoj buni), povijesnim i memoarskim spisima (npr. Krčelićevima), u etnološkim i etnografskim studijama (Samobor M. Langa), u pravnim spisima i rječnicima (V. Mažuranić, Prinosi za hrvatski pravno-povjestni rječnik, I—II, Zagreb 1908-22), a mnogobrojne od tih izvora konzultirao je i u rukopisu, što sve potvrđuje tezu o Krležinoj studioznoj pripremi za djelo u čijoj je sintezi došlo do prožimanja višestrukih izvora i slojeva.
Kad je riječ o koincidenciji Balada s europskom književnom tradicijom, uz eulenspiegelovsku, treba svakako istaknuti villonovsku i rabelaiseovsku tradiciju, od kojih je prva najizraženija u ironijskom i obješenjačkom duhu i stilu Balada, a druga u kritičko-satiričkom prikazu i analizi povijesnoga svijeta. Međutim, obje te tradicije Krleža je apsorbirao i sintetizirao u samosvojan lirski oblik, stil i duh djela koje u optici »sovina zrcala« (Eulen-Spiegel) odražava srednjovjekovnu, renesansnu i kasniju baroknu impostaciju svijeta, a čija je infernalna vizija srodna s Danteovom. No iako se K. u svome poetskom oblikovanju i instrumentariju koristio elementima poetike svih triju označenih epoha, kao slikar ljudskoga inferna on svomu infernu nije namijenio danteovski prostor podzemlja, već ga je situirao u konkretan zemljopisni prostor i povijesno vrijeme koje ljudskoj drami u njegovim kajkavskim stihovima daje posebno obilježje. Preko danteovske, u Baladama je progovorila i biblijska književna tradicija bez obzira na to što se našla u ironijskom, pa i satiričkom diskursu, u kontekstu cjelokupnoga autorova osporavanja svijeta sazdana na načelima kršćanske ideologije i svjetonazora.
U kontekstu novije europske književne tradicije Baladama su književni pandan, prema V. Žmegaču, djela izrazito prožeta snažnim regionalnim, idiomskim i povijesnim duhom (Tkalci G. Hauptmanna, Uliks J. Joycea, Doktor Faustus T. Manna), upozorivši pritom i na srodnost Krležinih Balada s Hauspostillama B. Brechta, dok je I. Frangeš upozorio na Galgenlieder C. Morgensterna, kojima se Balade približuju svojim crnim humorom. Međutim, moguće poticaje i srodnosti otkrivaju i Krležini eseji o F. Logauu, H. Kleistu, K. Krausu, E. Adyju, Goetheu, posebice interpretacije dubinskih slojeva njihova svijeta i likova, koji se svojom individualnom ili kolektivnom pobunom suprotstavljaju poretku, kaosu, nasilju i apsurdu svijeta kojemu pripadaju. Sve je to, naime, našlo svoj odraz u Krležinoj originalnoj sintezi, ne obezvređujući njezinu autentičnost. Međutim, kolikogod su europski književni poticaji ostavili trag u Baladama, za genezu zbirke naveo je A. Flaker kao primarnije i plodotvornije izvore europsku likovnu tradiciju, istaknuvši pritom Boschovu Grotesku, Breugelov Brabant, Callota i Goyine Caprichose. Identifikacija tih inspiracija vodi i drugim velikim umjetničkim imenima kao što su Graf, Holbein, Dürer, Daumiere, Grosz. Te inspiracije ne odražavaju se samo u bogatoj paleti Krležina stiha, u snažnoj (s)likovnosti Balada, nego i u autorovu priklonu grotesknom, naturalističkom, satiričkom, karikaturalnom, fantastičnom i fantazmagoričnom prikazu, u čijoj se podlozi snažno nazire i otkriva tragično lice i vrijeme hrvatske zbilje simbolizirano vješalima, zadahom smrti i krvi, socijalnom bijedom, pučkim martirijem, protestom i pobunom, nepritajenim ljudskim krikom i stalnom težnjom za izlazom iz mraka, bijede i očaja, a što je najimpresivnije iskazano originalnom kajkavskom riječi vanshajanje, na čiju je se mantičku važnost i stilsku obilježenost upozorio M. Kuzmanović. Po mišljenju toga autora, Kerempuh proizlazi iz cjelokupna Krležina stvaralaštva prije Balada s obzirom na to da Balade ne sintetiziraju samo kajkavski jezični krvotok Krležina djela, nego se pojavljuju i kao sinteza brojnih tema, likova, ideja i pogleda pa i motiva autorove lirike na standardnome jeziku, njegove esejističke i polemičke proze, posebice one s temama iz hrvatske povijesti, politike i kulture, spram kojih je Krleža pokazivao trajan kritički i osobni stav iskazan u rasponu od sumnje do naglašene negacije. I, doista, Balade su nastavak Krležine ratne, antiratne, socijalne, ali i satiričke lirike u novom kodu i u još ekspresivnijoj jezičnoj formuli, čija arhaična impostacija nije bila nikakvom zaprekom svježini, aktualnosti i modernosti. Ta formula, uza svu svoju jezičnu patinu i preuzete stilsko-izražajne postupke srednjovjekovne i barokne lirike, uz elemente impresionističke i simbolističke poetike, po ključnim estetskim odrednicama pripada ekspresionističkoj stilskoj formaciji. Ekstatični tonus te lirike, njezina dramska i ritmička ekspresivnost, snažna akustika stiha, dominacija grotesknih slika, komika kojom se potencira tragična i apsurdna projekcija svijeta s njegovim iscerenim obličjem u karnevalskim maskama, prodor u egzistencijalnu i socijalnu dramu ugroženog bića koje s dna i iz tmine svoga inferna progovara krikom, antiteze i kontrasti, figure gomilanja među kojima su dominantne kumulacije i amplifikacije sa svojim ironijskim i satiričkim konotacijama, korištenje pastiša s primjetnom dozom autorova cinizma i sarkazma, sve to odaje vidljive tragove ekspresionističke poetike kao i tragove nekih drugih modernih poetika, futurističke i nadrealističke na primjer. Međutim, Balade ne duguju svoju pjesničku izuzetnost i umjetničko značenje svojoj slojevitoj poetici, nego njezinu funkcioniranju, iz kojega izrasta pjesnički svijet u čiju je sumračnu, tragičnu i grotesknu sliku utkana višestruka autorova angažiranost - humanistička, socijalna, pa i povijesna.
Iako je po Krležinoj izjavi neposredan povod nastanku toga djela bila predstojeća ratna kataklizma nagoviještena španjolskom dramom sredinom 30-ih godina, Balade su nadrasle svoj povod, a jezično i tematsko ishodište pronašle su u nacionalnoj kulturi i povijesti, oblikujući tu povijest kao sliku sumornoga i krvavoga hrvatskog povijesnog panoptikuma u njegovu višestoljetnu trajanju. U toj nadvremenskoj slici K. je poveo i nastavio polemički dijalog s poviješću, pomičući rakurs svoga motrišta sa službene pozicije pobjednika, koji retuširaju sliku povijesti u skladu sa svojom ulogom u njoj, na poziciju poraženih, koji su njezine žrtve. U Baladama je, naime, hrvatska povijest interpretirana i konstituirana odozdo, s motrišta njezinih tragičnih, anonimnih pučkih sudionika, koji je doživljuju kao svoju crnu i zlu kob i u čijoj opciji ona poprima karikaturalno obličje. Hrvatski višestoljetni povijesni pejzaž oblikovan je stoga kao kompozicija crnih boja i tonova, čiji je kolorizam obilježen krvlju. Riječ krv u svojim se ekspresivnim kajkavskim varijantama (kerv; karv i kri), kao i sugestivnim izvedenicama, nameće svojom učestalošću i stilskom izražajnošću kojom se istodobno sintetizira semantički, zvukovni i koloristički, ali i simbolički značaj te riječi koja se kao stilski obilježen i eksponiran jezični segment izdvaja u bogatom leksiku Balada.
Polemičnost kao stilski postupak u Baladama pojačava dramsku tenziju zbirke. Ona podjednako proistječe iz dramatične tematike Balada kao i iz korištenja dramskih izražajnih sredstava u kompoziciji pojedinih scena, pa i kompoziciji cijele zbirke. Naime, ključni su tematski slojevi Balada Gupčeva seljačka buna 1573, turska osvajanja i pustošenja hrvatskih krajeva, martirij hrvatskoga puka i njegov socijalni status, a kao važna povijesna tema pojavljuje se i tragična sudbina kajkavskoga jezika, koji je u ilirskom pokretu nasilno izopćen iz svoje kulturno-povijesne pozicije i prepušten marginalizaciji. Dramatičnost takva sadržaja prirodno se intenzivira uporabom dramski ekspresivnih dijaloga, monologa i solilokvija, iz kojih izvire sceničnost Balada, u čijoj osmišljenoj kompoziciji prepoznajemo dramsku ekspoziciju s početnim korpusom djela (balade Petrica i Galženjaki; Ni med cvetjem ni pravice; Lamentacija oštibri, Keglovichiana i dr.), dok se dramska kulminacija najavljuje i začinje baladama Po vetru glas, Verbuvanka, Lageraška i Carmen antemurale sisciense, da bi u baladi Na mukah dosegla najviši stupanj izražajnosti, nakon čega postupno slijedi dramski rasplet što završava baladom Planetarijom, u kojoj autor odbacuje kerempuhovsku masku i sam se identificira u ulozi vodiča i komentatora povijesnog vremeplova. Dakako da dramska, a u pojedinim dijelovima prepoznatljiva i epska eksponiranost djela, nisu u funkciji potiskivanja ili zamjene dominantne lirske crte koja pulsira njegovim pjesničkim krvotokom i čini ga žanrovski autentičnim, jer Balade su po svom temeljnom instrumentariju i obliku ponajviše lirika koja ekspresivnim pjesničkim slikama i ekspresivnim ritmičkim ustrojstvom stihova doseže maksimalnu poetsku sugestivnost. Uz svoj autentičan, individualan i originalan jezično-tematski i estetsko-strukturalni identitet, po kojem su stožerno djelo Krležina korpusa i magistralno djelo hrvatske lirike XX. st., Balade posjeduju i višestruki književnopovijesni identitet, koji također naglašuje i osvjetljuje njihovo značenje. U tom je smislu važna koincidencija Balada i njihove pojave sa stotom obljetnicom uvođenja što kavštine. U kontekstu te obljetnice djelo je originalan podsjetnik podjednako na kajkavski jezik kao i na njegovu bogatu književnu tradiciju, na moć i snagu toga jezika koji je ostvario visoku razinu književne izražajnosti, da bi kao zreli lingvistički i književni identitet bio žrtvovan ilirskoj ideji političkog i jezičnog zajedništva ostvarena uvođenjem jedinstvenoga standarda. Kao svojevrsno autorovo osporavanje te ideje, a putem nje i jezičnog standarda, Balade su ilustracija mogućega književnog funkcioniranja kajkavskoga književnog jezika, i to u sintezi njegove svekajkavske varijante, koja otkriva svu njegovu raznolikost i idiomske posebnosti. Na toj je razini simptomatična i koincidencija Balada s lingvističkim osvjetljenjem kajkavskoga jezika, jer se upravo 1936. pojavila studija S. Ivšića Jezik Hrvata kajkavaca, kojom je hrvatska filologija iskupila svoj dug prema zanemarenom i neistraženom narječju. Ali dok je ta studija bila znanstvena ekspertiza kajkavštine sa sinkronijskoga stajališta, K. je u svoju sintezu uključio i njezinu dijakroniju, otkrivajući mogućnost njezine sinteze i sukladne koegzistencije povijesnih slojeva.
Međutim, Balade koincidiraju i s procvatom hrvatske kajkavske lirike XX. st., ali nasuprot njezinoj dominantnoj regionalnoj, zavičajnoj, kampanilističkoj i intimističkoj poetici, Krležino je pjesničko djelo na kajkavštini bitan pomak prema nadregionalnoj poetičkoj koncepciji, prema povijesnomu i socijalnom pejzažu, kolektivnom duhu i osjećajnosti. Stavljajući u središte svoga djela općehrvatsku višestoljetnu dramu, K. je zbog isticanja zajedničkoga i općega u toj drami potisnuo ilustraciju pojedinačnih stanja i sudbina, uzimajući ih tek kao simboličan uzorak općega. Zahvaljujući tim značajkama, Balade su hrvatskoj kajkavskoj lirici i njezinoj poetici otvorile nove prostore i omogućile joj snažan uspon do najširega nacionalnog i univerzalnog značenja, do manifestacije vlastite izvornosti i nesumnjive književne vrijednosti.
Javljajući se istodobno u kontekstu snažno izraženih socijalnih tendencija hrvatske književnosti 30-ih godina, u doba pokreta socijalne literature čijemu se ortodoksnom i dogmatskom shvaćanju suprotstavljao angažirano i temperamentno, K. je u Baladama izrazio svoje osobne ideje i stavove o socijalnosti i tendencioznosti u književnosti, koja jedino kao visoka umjetnost potvrđuje razložnost svoje egzistencije. Balade su stoga autorov indirektan odgovor na pitanje o tipu i stilu, ali i smislu socijalno angažirane književnosti, koja u hijerarhiji svojih vrijednosti polazi od umjetničke ekspresije i forme, od realizacije i emitiranja ideja isključivo uporabom pjesničkog instrumentarija. Zahvaljujući upravo takvu shvaćanju i opredjeljenju, K. je u Baladama zacrtao i realizirao autohtonu poetiku s uporištem u sugestivnoj artističkoj ekspresiji, koja je do izražaja došla i u zvukovnoj i ritmičkoj organizaciji njegova stiha, u raznovrsnosti strofnih obli ka, kao i u bogatom rimariju, koji također otkriva i pojačava snažan dojam jezične raskoši Balada, što su istodobno snažan pjesnički panopticum croaticum, jedinstveni kip jezika horvatskoga i remek-djelo kako u Krležinu opusu tako i u cjelokupnoj hrvatskoj književnosti.

## Khevenhiller
Je zasigurno najpoznatija pjesma balada, ona sadrži poznate vekovečne kajkavske stihove, opjevuje ljudsku muku i besmisao ljudskog života kao i sve druge pjesme štere je v baladami stambural Petrica Kerempuh.
Nigdar ni tak bilo

da ni nekak bilo,

pak ni vezda nebu

da nam nekak nebu.

Kajti: kak bi bilo da nebi nekak bilo,

nebi bilo nikak, ni tak kak je bilo.

Ar je navek bilo da je nekak bilo,

kaj je bilo, a je ne, kaj neje nikak bilo.

Tak i vezda bude da nekak vre bude

kak biti bude bilo da bi biti bilo.

Ar nigdar ni bilo da ni nišče bilo,

pak nigdar ni nebu da niščega nebu.

Kak je tak je, tak je navek bilo,

kak bu tak bu, a bu vre nekak kak bu!

Kajti nemre biti i nemre se zgoditi,

da kmet nebi trebal na tlaku hoditi.

Nigdar još ni bilo pak nigdar nemre biti,

da kmet neje moral na vojščinu iti.

Kajgod kakgod bilo, opet je tak bilo,

kak je bilo, tak je i tak bude bilo.

Kak je navek bilo, navek tak mora biti,

da muž mora iti festunge graditi,

bedeme kopati i morta nositi,

z repom podvinutim kakti kusa biti.

Kmet nezna zakaj tak baš mora biti,

da su kmeti gladni, a tabornjiki siti.

Ar nigdar ni tak bilo da ni nam tak bilo,

pak nigdar ni nebu da kmet gladen nebu,

kajti nigdar nebu na zemlji ni na nebu,

pri koncu pak Turčin potukel nas se bu.

A kmetu je sejeno jel krepa totu, tam

il v katedrale v Zagrebu,

gda drugog spomenka na grebu mu nebu

neg pesji brabonjek na bogečkem grebu.

## Ostalo
Izdanje Balada iz 1971. ilustrirao je hrvatski slikar Zdenko Balabanić.

## Galerija
| Miroslav Krleža - autor "Balada Petrice Kerempuha" | Petričin lik kao dio spomenika seljačkoj buni 1573. u Gornjoj Stubici | Augustinčičev monumentalni spomenik seljačkoj buni s Petricom u podnožju |